# 河塌乡
河塌乡，是中华人民共和国安徽省安庆市宿松县下辖的一个乡镇级行政单位。

## 行政区划
河塌乡下辖以下地区：
黄坂村、新页村、兴岭村、安元村、斗山河村和四利村。